# Tortula vahliana
Tortula vahliana là một loài Rêu trong họ Pottiaceae. Loài này được (Schultz) Mont. miêu tả khoa học đầu tiên năm 1850.